# أدريان غارسيا أرياس
أدريان غارسيا أرياس (بالإسبانية: Adrián García Arias) (6 ديسمبر 1975 بمدينة مكسيكو في المكسيك - ) هو لاعب كرة قدم مكسيكي في مركز قلب الدفاع. شارك مع منتخب المكسيك لكرة القدم. أما مع النوادي، فقد لعب مع سانتوس لاغونا ونادي أمريكا ونادي تشياباس ونادي تولوكا ونادي سان لويس ونادي سيلايا ونادي موريليا الرياضي وIndios de Ciudad Juárez ‏ ونادي كيريتارو.

## مسيرته الكروية
لعب أدريان غارسيا أرياس خلال مسيرته الاحترافية مع 9 أندية في اثنين وعشرين موسمًا وسجل خلالها 4 أهداف ضمن 359 مباراة. ولم يفز بأي موسم بالكأس وفاز في ثلاثة مواسم بالدوري.
خاض أدريان غارسيا أرياس مسيرته مع نادي تولوكا في موسم 1995–96 ليلعب معه سبعة مواسم، مشاركًا في 144 مباراة سجل خلالها هدفًا واحدًا. ثم انتقل إلى نادي أمريكا في موسم 2002–03 لمدة موسم واحد، حيث شارك في 14 مباراة ولم يسجل أي هدف. لينتقل بعدها إلى نادي تشياباس في موسم 2003–04 واستمر معه طيلة ثلاثة مواسم، مشاركًا في 47 مباراة سجل خلالها هدفًا واحدًا. ثم انتقل إلى نادي سان لويس في موسم 2005–06 ليلعب معه خمسة مواسم، مشاركًا في 76 مباراة سجل خلالها هدفين. هذا وانتقل لاحقًا إلى Indios de Ciudad Juárez ‏ في موسم 2009–10 لمدة موسم واحد، مشاركًا في 10 مباريات ولم يسجل أي هدف. ثم انتقل بعدها إلى نادي موريليا الرياضي في موسم 2010–11 لمدة موسم واحد، مشاركًا في 21 مباراة ولم يسجل أي هدف أيضًا. ليعود وينتقل من جديد، لكن هذه المرة إلى نادي كيريتارو في موسم 2011–12 ولمدة موسمين، مشاركًا في 36 مباراة ولم يسجل أي هدف أيضًا. لينتقل بعدها إلى نادي سيلايا في موسم 2013–14 لمدة موسم واحد، مشاركًا في 4 مباريات ولم يسجل أي هدف أيضًا.

## وصلات خارجية
- أدريان غارسيا أرياس على موقع قاعدة بيانات كرة القدم.إي يو (الإنجليزية)
- أدريان غارسيا أرياس على موقع ناشيونال فوتبول تيمز (الإنجليزية)
- أدريان غارسيا أرياس على موقع Soccerway.com (الإنجليزية)
- أدريان غارسيا أرياس على موقع أوليمبيديا (الإنجليزية)